# Saint-Martin-du-Puy (Nièvre)
Saint-Martin-du-Puy – miejscowość i gmina we Francji, w regionie Burgundia-Franche-Comté, w departamencie Nièvre.
Według danych na rok 1990 gminę zamieszkiwały 314 osoby, a gęstość zaludnienia wynosiła 10 osób/km² (wśród 2044 gmin Burgundii Saint-Martin-du-Puy plasuje się na 602. miejscu pod względem liczby ludności, natomiast pod względem powierzchni na miejscu 157.).